# بيرو (فيرمونت)
بيرو (بالإنجليزية: Peru, Vermont)‏ هي بلدة تقع بولاية فيرمونت في الولايات المتحدة. تبلغ مساحتها 96.8 (كم²)، وترتفع عن سطح البحر 502 م، بلغ عدد سكانها 416 نسمة في عام 2000 حسب إحصاء مكتب تعداد الولايات المتحدة وتصل الكثافة السكانية فيها 4.3 نسمة/كم2.

## أعلام
- جون ميلتون بيغيلو

## وصلات خارجية
- The US50 - Cities and Towns in Vermont State
- Vermont Cities and Towns, Facts, Map, Flag, Colleges, Government, and More